# Pseudaulacaspis simplex
Pseudaulacaspis simplex är en insektsart som beskrevs av Sadao Takagi 1961. Pseudaulacaspis simplex ingår i släktet Pseudaulacaspis och familjen pansarsköldlöss. Inga underarter finns listade i Catalogue of Life.